# István Busa
István Busa (Kecskemét, 31 maggio 1961) è un ex schermidore ungherese, vincitore di una medaglia di bronzo nella scherma ai giochi olimpici.